# Mathias T'syen

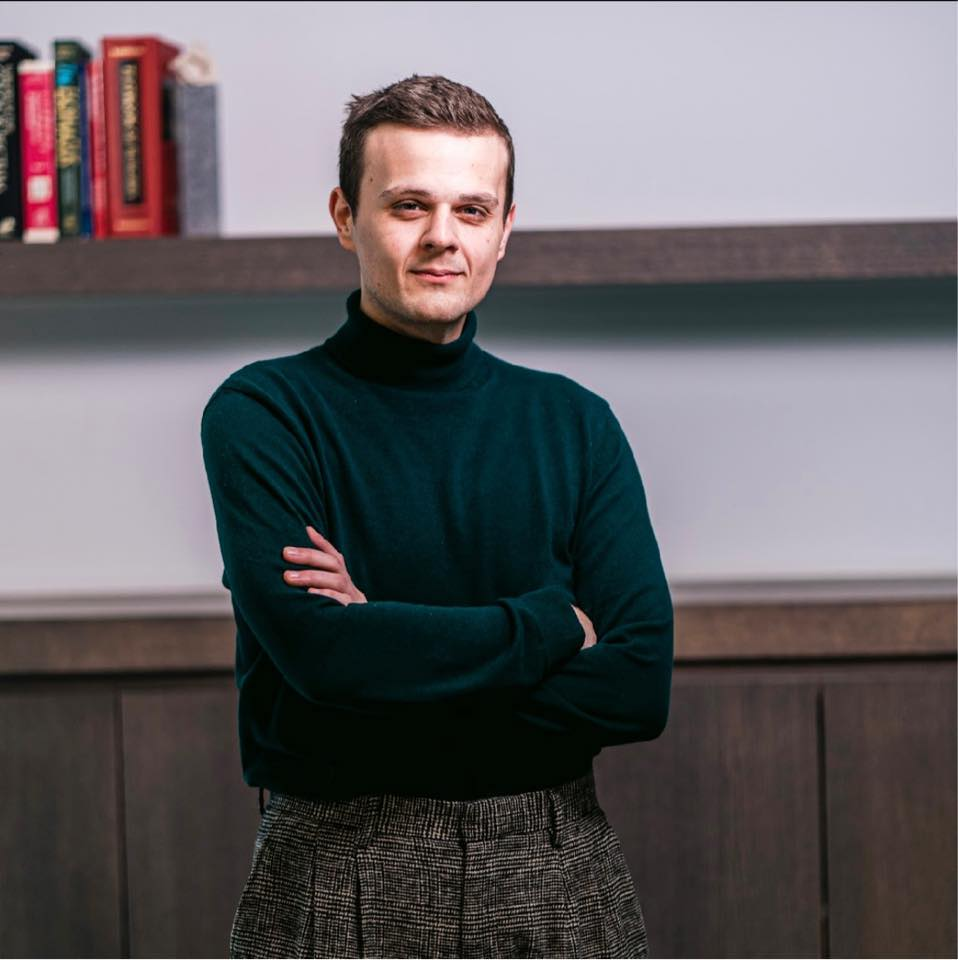
@Johannes de Jongh

Mathias T’syen (Herentals, 10 februari 1998) is een Belgisch film- en theateracteur. Hij speelde onder andere in de Disneyreeks Jonge Garde (2015-2018).

## Biografie
In de beginjaren deed T'syen voornamelijk reclamespots voor onder meer Telenet en MNM. Samen met een medespeelster van Jonge Garde mocht hij mee de allereerste The Radio Disney Music Awards Belgium uitreiken aan Loic Nottet.  In november 2015 reisde de gehele cast af naar Disneyland Parijs om Kerstspecials op te nemen. De opnames werden abrupt onderbroken door de aanslagen op vrijdag 15 november. De productie werd niet hervat, en de kerstspecials zijn uiteindelijk nooit voltooid. De serie is sinds 2020 te zien op Disney+ over geheel Europa.
T'syen speelde rollen in De zwarte ridder (2013), JIM tv (2014), Echte Verhalen: De Buurtpolitie (2015), De Ideale Wereld (2016), Hollands Hoop (2017), Vloglab (2021), Familie (2021), Lisa (2022), 3Hz (2023), Milo (2024)…Daarnaast deed hij presentatie- en stemwerk voor Disney. Verder werkte hij mee aan (kort)films voor het RITCS en Luca.
In het voorjaar 2016 mocht hij auditie doen voor een film met Nicolas Cage in de hoofdrol, helaas greep hij net naast de rol. In datzelfde jaar was hij mee het gezicht van Kindermenu's met streken, samen met tv-gezicht Dagny Ros Asmundsdottir. Dit was in samenwerking met de gemeente Kasterlee en de provincie Antwerpen.
In 2017 onderging hij een hele metamorfose en viel dankzij een gastric bypass 55 kilogram af. Hierover getuigde hij in het NPO-programma VetGelukkig?!. In 2020 vertelde hij het verloop van zijn operatie in het RTV-programma B+. T'syen probeert met zijn verhaal het taboe rond deze operatie te doorbreken. In de lente van 2023 verscheen er boek over dit verhaal. Het boek werd positief onthaald en kreeg de nodige media aandacht. Als patientenvertegenwoordiger, verbonden aan het UZ Leuven, werkt hij mee aan richtlijnen rond obesitas. Dit zowel op Vlaams als Europees niveau.
Sinds 2024 is hij mee het gezicht van de Vlaamse versie van de podcast Obesity: The Big Truth. In deze podcast ging hij in gesprek met onder anderen Pedro Facon, Lieven Annemans, Pascale Naessens, Servaas Binge,...
Verder speelde hij bij Theatergroep Het Vierde Oor uit Olen. Hiervoor werkte hij samen met o.a. Stefan Perceval, Jean-François D'hondt, Aafke Bruining,... In 2022 en 2023 speelde hij ook twee Belgische primeurs, met nooit eerder gespeelde stukken in België. 